# Konso (volk)

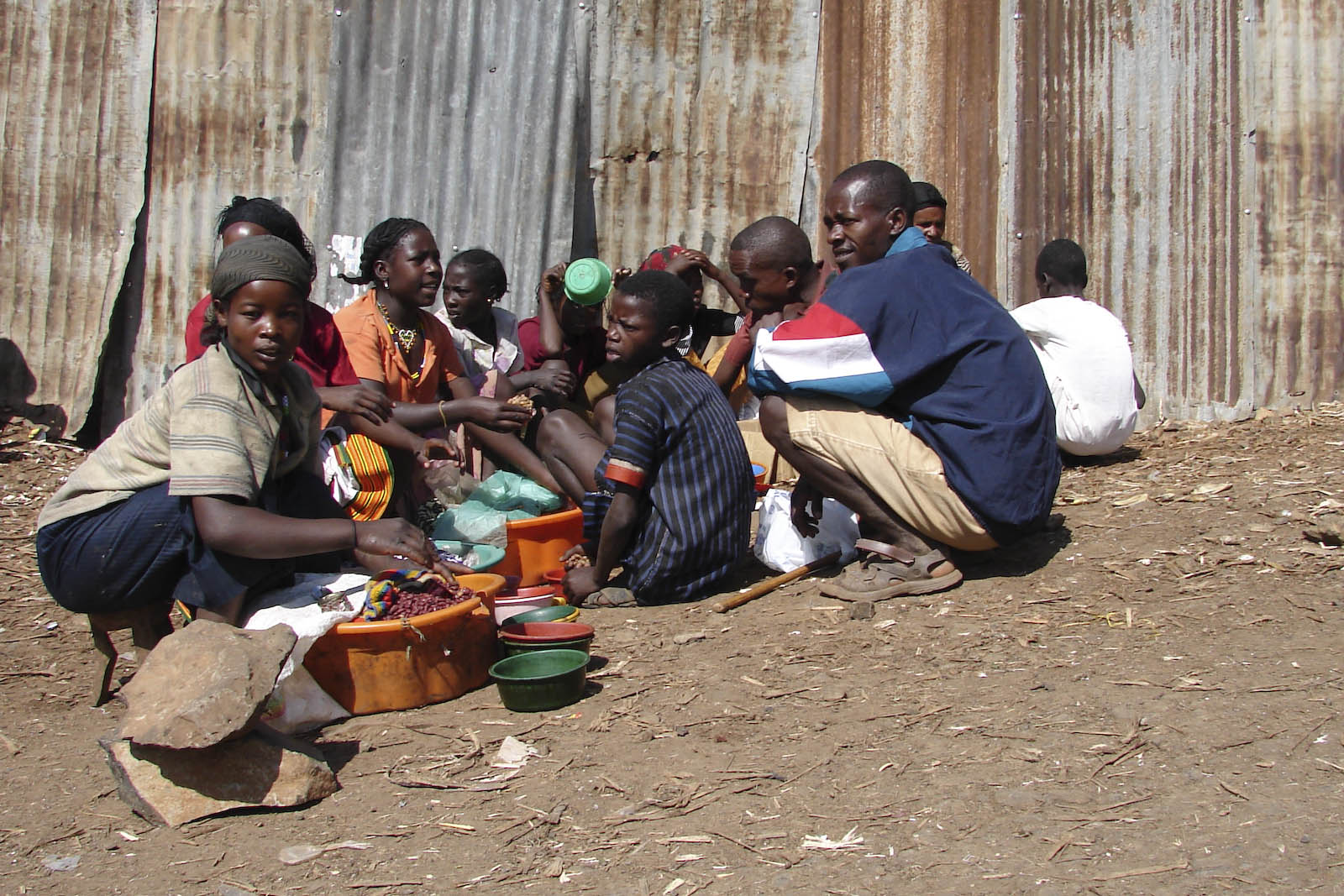
Enkele Konso

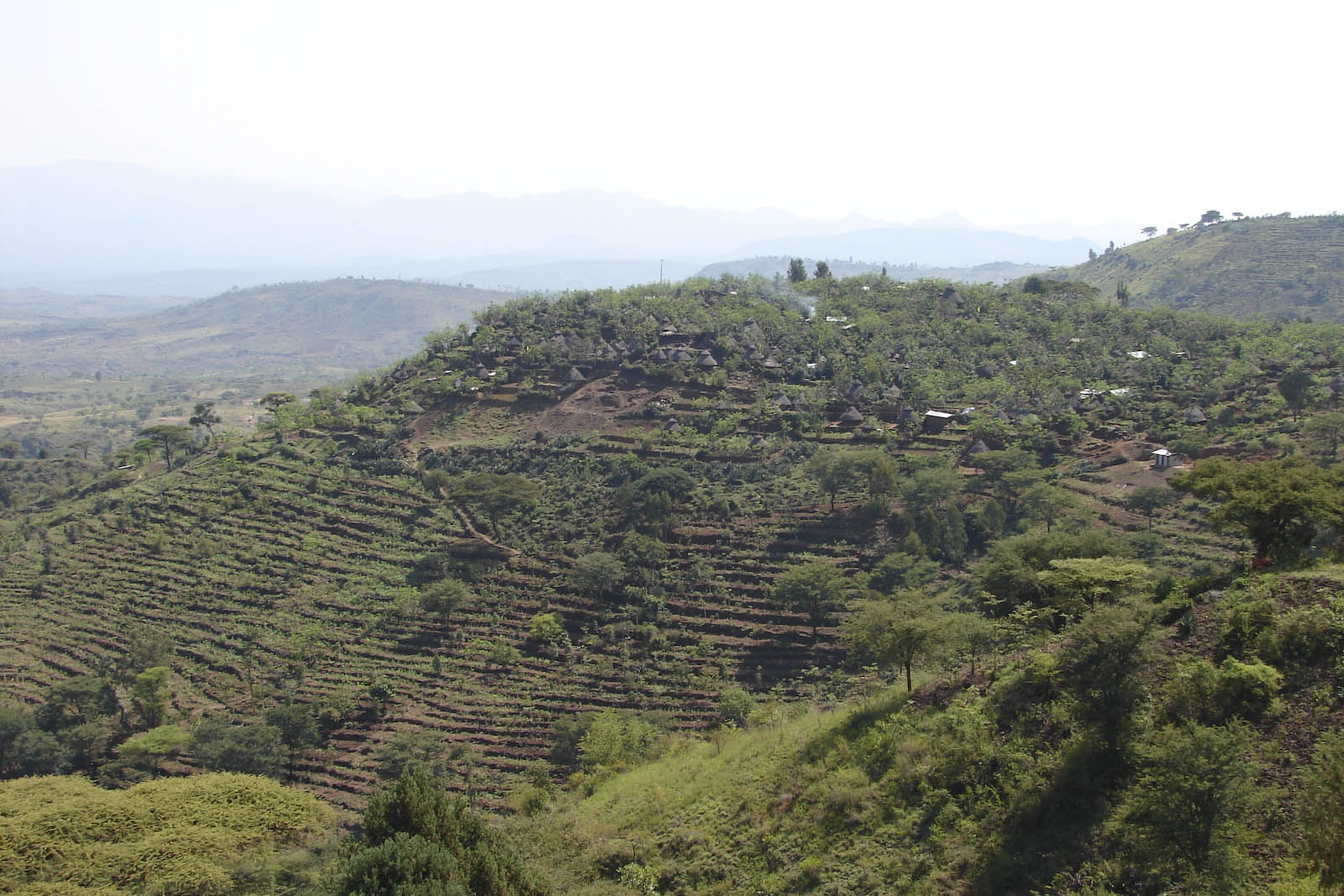
Terrasbouw in Konso

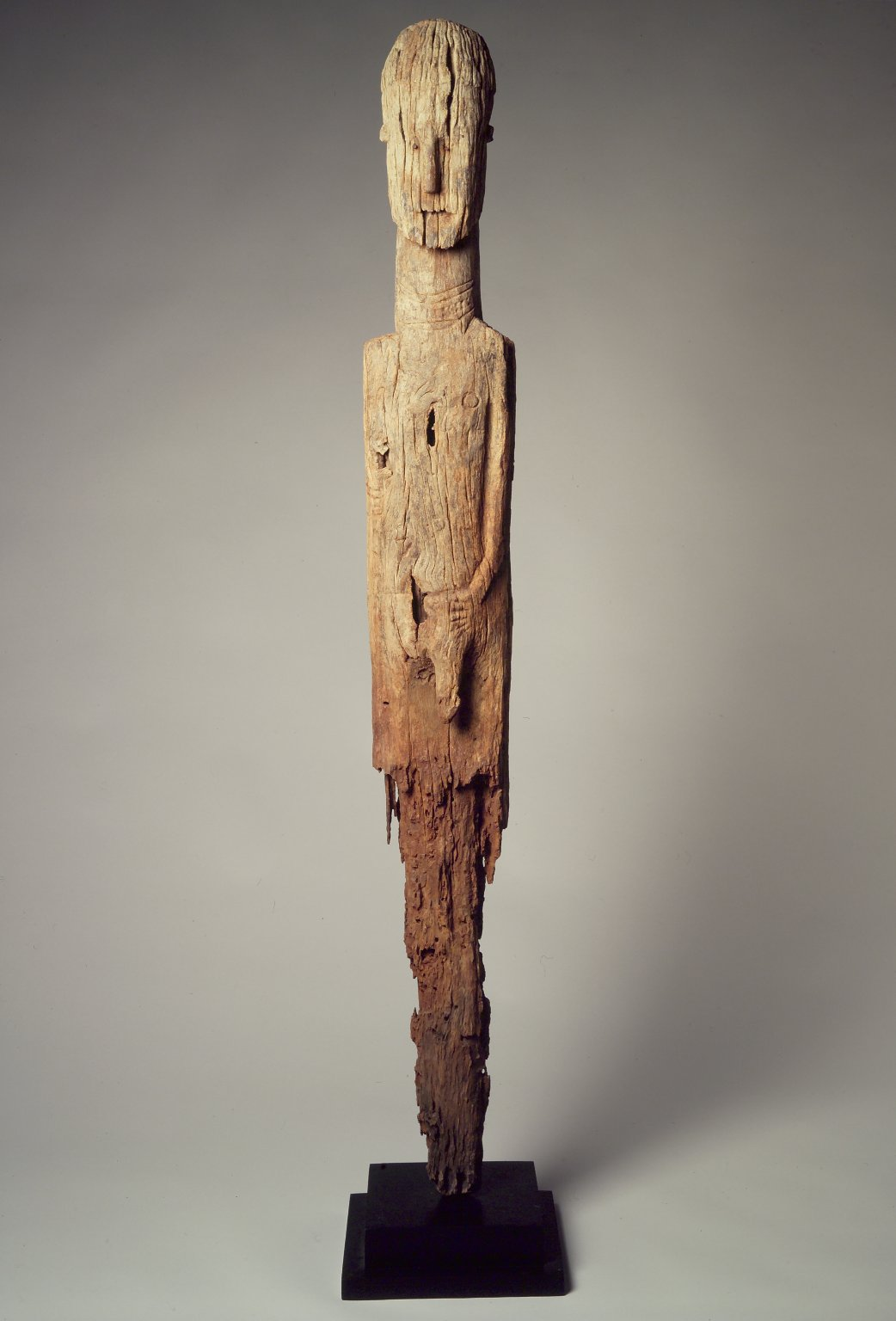
Een houten waga-grafbeeldje

De Konso of Konzo zijn een etnische groep  in Zuid-Centraal-Ethiopië en Kenia. 
De Ethiopische volkstelling van 2007 kwam op 250.430 Konso. Een klein deel van de Konso, ruim 10.000 mensen, woont in grotere steden.
De meeste Konso zijn boeren, die op de berghellingen terrasbouw en irrigatie bedrijven en sorgo, maïs, katoen en koffie verbouwen. Ze telen runderen, schapen en geiten voor melk en vlees en gebruiken hun mest om het land vruchtbaar te maken.

## Woongebied
De Konso wonen vooral ten zuiden van het Chamomeer in de bocht van de Sagan, voornamelijk in het woreda (district) Konso in de zuidwestelijke regio Yedebub Biheroch Bihereseboch na Hizboch. Hun buren zijn de Omotic, de Sidama en de Oromo.

## Afkomst
De Konso zijn zowel lichamelijk als cultureel een gemengd volk met invloeden van de omliggende gebieden. Onderzoek op autosoom DNA wijst op Aziatische en Afrikaanse afkomst en banden met de naburige Nilotische en Bantoetalen sprekende volken van het Grote Merengebied.

## Uiterlijk
De Konso zijn over het algemeen klein en mager met hoge jukbeenderen en puntige kinnen. Hun huid gaat van roodbruin tot zwart, maar is meestal donkerbruin. Sommigen lijken meer op de Oromo met dunne lippen en een grotere gestalte. Andere - vooral vrouwen - zijn kleiner en meer negroïde, mogelijk als afstammelingen van de pre-Niloten, landbouwers die zich 5000 jaar geleden op het Ethiopisch Hoogland vestigden.

## Taal
De Konso spreken een eigen taal, Konso of Komso. De taal behoort tot de Koesjitische talen talen, een tak van de Afro-Aziatische talen.
Er zijn vier dialecten: Kholme, Duuro, Fasha and Karatti. De taal lijkt op Dirasha. Ze schrijven met het Ethiopisch schrift.

## Cultuur
De Konso hebben een sociale rangorde (gadaa) gestoeld op ouderdom. 
Polygynie is er gewoon.
De Konso snijden houten beeldjes (waga's) ter nagedachtenis aan doden. Ze stellen de waga's op in groepjes, die de man, zijn vrouwen en zijn vijanden uitbeelden.

## Godsdienst
De Konso vereren Waak of Waka, een monotheïstische godsdienst.
Ze hebben hogepriesters en vereren fallussymbolen.